# Feaella parva
Feaella parva es una especie de arácnido del orden Pseudoscorpionida de la familia Feaellidae.

## Distribución geográfica
Se encuentra en  el sur de África.